# Канадская золотая медаль Герхарда Херцберга
Канадская золотая медаль Герхарда Херцберга (англ. Gerhard Herzberg Canada Gold Medal for Science and Engineering) — награда Совета естественных наук и инженерных исследований (англ. Natural Sciences and Engineering Research Council), подчиняющегося Правительству Канады. Присуждается гражданину или постоянному резиденту Канады ежегодно с 1991 года за достижения в науке и технике. Вместе с золотой медалью даются гарантии финансовой поддержки исследований в течение 5 лет в размере 1 миллиона канадских долларов . Названа в честь Нобелевского лауреата Герхарда Герцберга.

## Лауреаты
- 1991:	 Раймон Лемьё
- 1992:	William Fyfe[англ.]
- 1993:	Pierre Deslongchamps[англ.]
- 1994:	Alan Garnett Davenport[англ.]
- 1995:	Peter Hochachka[англ.]
- 1996:	Stephen Hanessian[англ.]
- 1997:	Keith Brimacombe
- 1998:	 Keith Ingold[англ.]
- 1999:	 Джеймс Артур
- 2000:	Howard Alper[англ.]
- 2001:	David Schindler[англ.]
- 2002:	Tito Scaiano[англ.]
- 2003:	  Артур Макдональд
- 2004:	John P. Smol[англ.]
- 2005:	David Dolphin[англ.]
- 2006:	 Джон Ричард Бонд
- 2007:	   Джон Чарлз Полани
- 2008:	  Пол Коркум
- 2009:	Жиль Брассар
- 2010:	Джеффри Хинтон
- 2011:	William Richard Peltier[англ.]
- 2012:	Стивен Артур Кук
- 2013:	W. Ford Doolittle[англ.]
- 2015:	Axel D. Becke[англ.]
- 2016: Виктория Каспи
- 2017:	Jeff Dahn[англ.]
- 2018:	Lewis E. Kay[англ.]
- 2019:	Барбара Шервуд Лоллар[3]
- 2020:	Molly Shoichet[англ.]